# Quintaton
Le quintaton est un jeu d'orgue appartenant à la famille des jeux de fond. Sa particularité est de faire entendre, en plus de la fondamentale, une quinte nettement marquée (3e harmonique) – d'où son nom. Il s'agit d'un jeu bouché de taille étroite.

## Caractères
Le quintaton fait partie de ces jeux, comme la voix humaine, qui ont traversé le temps et se sont trouvés une place dans tous les styles. Attesté dans les orgues du XVIe siècle, c'est typiquement un jeu baroque qui, pourtant, prend place aisément dans l'orgue symphonique comme jeu romantique soliste, ou comme fondation dans l'orgue néo-classique.
Décliné couramment en 8 et 16 pieds à la période baroque, les facteurs symphonistes le feront descendre jusqu'au 32 pieds. Placé au récit ou au grand orgue dans l'orgue ancien, il est fréquemment placé au positif de l'orgue symphonique en 16 pieds, et à la pédale en 32 pieds.
Sa quinte prééminente le fait apprécier également comme jeu de synthèse dans les instruments de petite taille, orgues de salon par exemple, où il permet l'économie d'un nasard pour former, avec une tierce, un petit jeu de tierce.
Sa sonorité très typée le classe dans une famille à part, à aucune autre comparable : les jeux quintoyants.

## Utilisation
Le quintaton est essentiellement un jeu soliste. Très mordant, très présent, il se remarque dans les mélanges, car le sifflement de sa quinte passe au-dessus des fondamentales. On peut aussi l'utiliser comme base pour un petit jeu de tierce, sans avoir besoin du nasard : quintaton, flûte 4, flûte 2 et tierce 1⅗.

## Étymologie
Le nom, d'origine allemande, vient probablement de quintam tonend qui signifie à peu près « sonnant la quinte ». On voit nettement ce sens primitif dans les formes contractées comme quintathön. Le nom français est en fait une lecture littérale du nom allemand et pourrait se comprendre comme « quinte à ton ». À travers le temps et les translittérations plus ou moins heureuses, le nom a subi maintes déformations et orthographes fantaisistes. La graphie académique généralement acceptée est « quintaton ».

## Dénominations
- Français : Quintaton, Quintadena, Quintadène, Quintadiner, Quintaton allemand, Quintaton étroit, Quintaton gambé, Nasard-Flûte.
- Anglais : Quintadema, Quintaden, Quintadena, Quintadena Celeste, Quintadon.
- Allemand : Quintathön, Quintatönbass, Quintatönsubbass, Quintgetön, Rohrquintaton, Quinta Thön.
- Italien : Quint de Tono, Quinta ad Una, Quintadena.

## Écouter un Quintaton
« In Paradisum » (N°9 des 12 pièces nouvelles pour orgue, composées par Théodore Dubois en 1893), ici joué sur un orgue numérique.
Registration :
- Grand Orgue : Quintaton 8 (solo)
- Positif : Bourdon 8
- Récit expressif : Gambe et Voix Céleste
- Pédalier : Bourdon 16
- Tirasse Positif

## Occurrences
- Quintaton 16', Positif; Orgue de l'église Saint-Léger de Cognac.
- Quintaton 8',  Récit expressif; Cathédrale d'Angers, Cavaillé-Coll 1873.
- Quintaton 32', Pédale; Orgue Puget (1830) de Saint Salvy, Albi.
- Quintadène 8', Bombarde;  St. Eustache, Paris; Ducroquet-Barker 1849-1854.
- Quintathön 8, Oberwerk; église St. Johannes, Neustadt-Orla, Thuringe, Allemagne; Fincke 1728.
- Quintaton 16', Grand-Orgue; Orgue Mingot, Saignelégier, Suisse.